# Nizāmīya

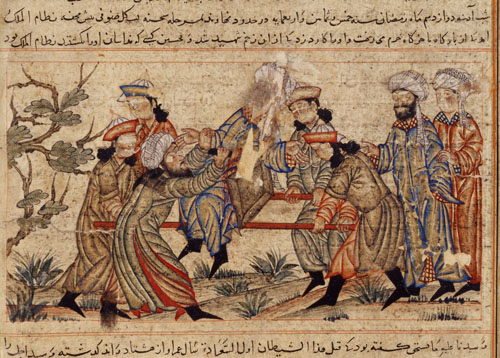
Ermordung des Seldschuken-Wesirs Nizām al-Mulk durch einen Agenten (al-fidāʾī) der Ismailiten (Assassinen) (links, mit weißem Turban) 1092

Nizāmīya (persisch نظامیه Nezamiye, arabisch نظامية Nizamiya, DMG Niẓāmīya) ist der Name einer Anzahl von religiösen Schulen, die von Nizām al-Mulk (1018–1092), dem Wesir der beiden seldschukischen Herrscher Alp Arslan und Malik Schah in der zweiten Hälfte des 11. Jahrhunderts im Irak, der Dschazīra und in Persien gegründet wurden und Gelehrten der aschʿaritischen und schāfiʿitischen Ausrichtung des sunnitischen Islams vorbehalten waren.

## Nizāmīya-System
Die erste dieser Schulen wurde zwischen 1065 und 1067 nach dem Vier-Iwan-Plan in Bagdad errichtet, und zwar zeitgleich mit der hanafitischen Madrasa am Grab Abū Hanīfas. Weitere Nizāmīyas folgten in Nischapur, Amol, Balch, Mossul, Herat und Merw. Nizām al-Mulk stattete jede dieser Lehrinstitutionen auch mit einer Bibliothek aus.
Die wissenschaftlich-kulturellen, heutigen Hochschulen ähnelnden Einrichtungen trugen zur Entfaltung der islamischen Kultur und des höheren Bildungswesens bei, insbesondere zur Verbreitung der aschʿarītischen und der schāfiʿitischen Lehrrichtung. Während die Aschʿariten und Schāfiʿiten vorher im Seldschukenreich verfolgt worden waren, erhielten sie mit diesen Schulen erstmals offizielle Anerkennung und Förderung.

## Nizāmīya von Bagdad
Die Nizāmīya von Bagdad wurde für den schafiitischen Gelehrten Abū Ishāq al-Schīrāzī (gest. 1083) errichtet. Der Bau wurde 1065 begonnen, die Einweihung fand am 22. September 1067 statt. Ab 1091 (= 484 der Hidschra) war al-Ghazali (1058–1111) an der Schule tätig.
Offensichtlich plante Nizam al-Mulk, diese Schule analog zu der zeitgleich errichteten hanafitischen Madrasa am Grab Abū Hanīfas mit einer Begräbnisstätte zu versehen. Der ägyptische Geschichtsschreiber Al-Maqrīzī berichtet, dass Nizam al-Mulk im Jahre 1081/82 mit seinem fatimidischen Kollegen Badr al-Dschamali in briefliche Verhandlungen trat, um die Überreste asch-Schāfiʿīs, dessen Rechtssystem an der Nizamiyya gelehrt wurde, aus Kairo nach Bagdad überführen und in seiner Schule unterbringen zu können. Aufgrund von Protesten der Bevölkerung in Kairo kam diese Überführung aber nicht zustande. So ging der Plan nicht auf.
Ein berühmter Absolvent der Nizāmīya von Bagdad war Bahā' ad-Dīn Ibn Schaddād (1145–1235), der Militär-Qādī und Biograph von Saladin. Er war vier Jahre an dieser Madrasa als Repetitor (muʿīd) tätig.

## Belege
1. ↑  Vgl. G. Makdisi und J. Pedersen: Art. "Madrasa" in Encyclopaedia of Islam, Bd. V, S. 1126f
2. ↑  Vgl. Safi: The politics of knowledge. 2006, S. 92.
3. ↑  nach Abū l-Ḥasan al-Aschʿarī; vgl. sacred-texts.com: Al-Ash‘arī
4. ↑  Vgl. dazu das Kapitel "Die Asch'aritenverfolgung" in Tilman Nagel: Die Festung des Glaubens. Triumph und Scheitern des islamischen Rationalismus im 11. Jahrhundert. München 1988. S. 85–90.
5. ↑  Vgl. H. Bowen und C.E. Bosworth: Art. "Nizam al-Mulk" in Encyclopaedia of Islam Second Edition. S. 71–72.
6. ↑  Vgl. Makdisi/Pedersen 1126b
7. ↑  Vgl. George Makdisi: The Rise of Colleges. Institutions of Learning in Islam and the West. Edinburgh 1981. S. 303.
8. ↑  Vgl. al-Maqrīzī: al-Mawāʿiẓ wa-l-iʿtibār bi-ḏikr al-Ḫiṭaṭ wa-l-āṯār. 3 Bde. Kairo: Maktabat al-Madbūlī 1998. Bd. III, S. 692f.
9. ↑  Vgl. Gamal el-Din el-Shayyal: Art. "Ibn Shaddād" in The Encyclopaedia of Islam. New Edition Bd. III, S. 933b-934b. Hier S. 933b.